# Krokodilijsvissen
Krokodilijsvissen (Channichthyidae of Chaenichthyidae), ook wel ijsvissen genoemd, vormen een familie van baarsachtigen die voorkomen in de Zuidelijke Oceaan rond de kust van Antarctica. Om te kunnen leven in water met een temperatuur van rond het vriespunt (–1,9 tot 2 °C) heeft de vis in de loop van de evolutie verschillende unieke fysiologische aanpassingen ondergaan. Deze vissen bezitten een antivries-eiwit en hebben de rode bloedlichaampjes met hemoglobine evenals mioglobine verloren.
Deze vissen werden door de Britse walvisvaarders icefish (ijsvissen) genoemd vanwege hun doorzichtige en witte uiterlijk. Alle ijsvissen behoren tot de krokodilijsvissen, die een familie vormen binnen de bredere onderorde Notothenioidei (Antarctische vissen) die de Antarctische fauna domineren zowel voor wat betreft de biomassa als voor het aantal soorten. De Antarctische vissen kennen wel 130 tot 140 soorten, waaronder de ijsvissen, en worden wel eens gelijkgesteld met ijsvissen, maar bezitten er vaak alleen enkele kenmerken van. IJsvissen ofwel krokodilijsvissen vormen een familie bestaand uit 11 geslachten en 33 soorten.

## Kenmerken
IJsvissen hebben als enige gewervelden geen rode bloedlichaampjes en geen hemoglobine. De koude wateren waarin ze leven hebben een hoog zuurstofgehalte, waardoor dit gas eenvoudig door hun kieuwen en schubbenloze huid dringt en direct opgenomen wordt vanuit het plasma. Andere kenmerken zijn bloedvaten met grote diameter, een hoge dichtheid van aders, wijdere haarvaten en spiercellen met een overvloed aan grote mitochondriën met een speciale bouw. De spiercellen hebben geen mioglobine en 6 soorten ijsvissen hebben ook geen mioglobine in het hart. Het hart is ook groter. Deze modificaties, die een belangrijk effect gehad moeten hebben op de fitness, compenseren voor het gebrek aan zuurstof-transporterende hemoglobine. De vissen hebben hun zwemblaas verloren en leven voornamelijk op de oceaanbodem. Ze voeden zich met krill, eenoogkreeftjes en andere vissen.

## Geslachten
De krokodilijsvissen zijn als volgt onderverdeeld:
- Chaenocephalus Regan, 1913[1]
- Chaenodraco Regan, 1914[1]
- Champsocephalus Gill, 1862[1]
- Channichthys Richardson, 1844[1]
- Chionobathyscus Andriashev and Neyelov, 1978[1]
- Chionodraco Lönnberg, 1906[1]
- Cryodraco Dollo, 1900[1]
- Dacodraco Waite, 1916[1]
- Neopagetopsis Nybelin, 1947[1]
- Pagetopsis Regan, 1913[1]
- Pseudochaenichthys Norman, 1937[1]

## Evolutie

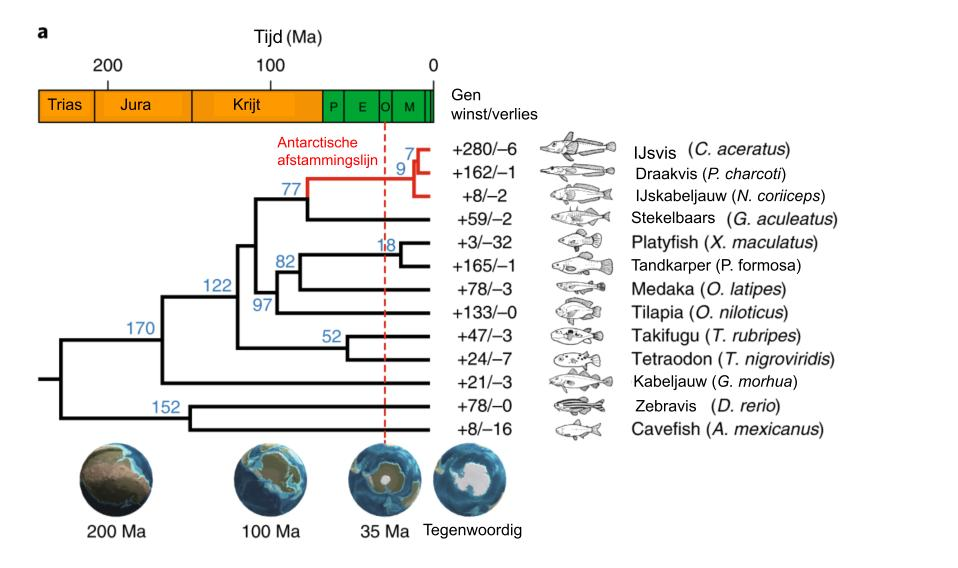
De figuur laat zien hoe de ontwikkeling van de ijsvis samengaat met de verlaging van de temperatuur in de Zuidelijke Oceaan, waarbij de ijsvis C. aceratus gekenmerkt wordt door een grote toename van genen. De ijsvissen hebben zich in iedere geval relatief recentelijk gediversifieerd. De figuur betreft de analyse van de fylogenetische stamboom en de genfamilie winst-en-verlies analyse, inclusief het aantal gewonnen genfamilies (+) en verloren genfamilies (-). Blauwe cijfers geven de divergentie tijden tussen afstammingslijnen aan. De rode stippellijn geeft het verschijnen van Antarctische ijskappen (35 Ma) aan, waardoor de omringende Antarctische stroming zich kon vormen na de opening van de Straat Drake. De daaropvolgende afkoeling van de Zuidelijke Oceaan zorgde voor het lokale uitsterven van de meeste vissen-taxa en voor adaptieve radiatie van de Antarctische onderorde Notothenioidei. E, Eoceen; M, Mioceen; O, Oligoceen; P, Paleoceen.

De Antarctische vissen en in het bijzonder de ijsvissen, vormen een schoolvoorbeeld van hoe evolutie werkt. De voorouders van deze vissen splitsten zich z'on 77 miljoen jaar geleden van de Stekelbaars (G.aculeatus) af. Nadat het op Antarctica zo'n 35 miljoen jaar geleden bijzonder koud werd en de verschillende vissoorten daar langzaamaan uitstierven, hebben zij, dankzij adaptieve radiatie, de lege niches die achterbleven opgevuld. Een groep die onderdeel uitmaakt van de Antarctische vissen, genaamd Cryonotothenioidea, begon zo'n 10,7 miljoen jaar geleden, met de toename van Antarctisch ijs, met het aanmaken van antivries-eiwitten. De belangrijkste soortvorming binnen elke familie vond rond de 5 miljoen jaar geleden plaats.

### Wit bloed
Bloed wordt met de strenge kou dichter en stroperiger. Veel Antarctische vissen hebben daarom een lagere waarde van hematocriet (procent rode bloedlichaampjes per volume bloed) die bij de mens rond de 45% ligt maar bij de Antarctische vissen slechts tussen 16 en 18%. De ijsvissen daarentegen hebben deze waarde tot nul gebracht door de rode bloedlichaampjes helemaal te elimineren. Ze hebben letterlijk ijswater in hun aderen. Hemoglobine is ook compleet afwezig omdat de genen gemuteerd zijn. Door adaptatie heeft deze mutatie soms het karakter van een down-regulatie van genen, in plaats van een verlies van dat gen. Om dit verlies van functie te kunnen compenseren hebben de ijsvissen grote kieuwen en een huid zonder schubben met ongebruikelijk wijde haarvaatjes. Ze hebben ook een groter hart en een groter bloedvolume. Ook mioglobine is afwezig in de spieren. In zes soorten is mioglobine zelfs niet aanwezig in het hart. Het blijkt dat in de ijsvissen mioglobine gemuteerd is door een insertie van 5 basen en dus op weg is een fossiel gen te worden.

### Microtubuli
Ook microtubuli, die een skelet in de cel vormen, ofwel een cytoskelet, zijn aangepast. Deze structuren zijn betrokken bij celdeling en de motoriek en morfologie van cellen. Deze taken zijn essentieel en de sequenties van microtubuli zijn dan ook goed geconserveerd in alle eukaryoten (dieren, planten en schimmels). In zoogdieren worden deze proteïnen onstabiel bij 10°C. Bij ijsvissen is dit geen probleem: de microtubuli worden in elkaar gezet en zijn stabiel bij temperaturen onder 0°C. Deze bewonderenswaardige eigenschap is te danken aan mutaties van de genen voor microtubuli. Deze veranderingen zijn uniek voor vissen die aangepast zijn aan de kou, zowel de ijsvissen als de Antarctische vissen met rood bloed.

### Antivries-eiwit
Er zijn ook uitvindingen gedaan zoals van het antivries-eiwit. Het bloedplasma van de Antarctische vissen zit vol met deze eiwitten die de temperatuurdrempel waarop zich ijskristallen vormen verlagen. Het zijn eiwitten met 4 tot 55 herhalingen van slechts drie aminozuren. Gewoonlijk gebruiken eiwitten een combinatie van de 20 beschikbaar aminozuren. Warm-water vissen hebben niets vergelijkbaars. Het blijkt dat het eiwit ontstaan is uit trypsinogen, een enzym dat een rol heeft in de spijsvertering. Er brak een stukje van het gen voor dit enzym af dat zich ergens anders in het genoom vestigde alwaar van dit negen basen-tellende stukje DNA een nieuwe code evolueerde.

## Mutaties
Behalve de mutaties van hemoglobine, mioglobine en microtubuli, bezitten de Notothenioidei een grote toename in genen, waarvan een belangrijk deel ten goed komt aan de zona pellucida-achtige eiwitten die de eieren beschermen tegen de vrieskou. Ook de antivries-eiwitten zijn nieuw. De vissen ontbreekt het aan de klassieke heat-shock respons die afhankelijk is van de expressie van heat-shock proteïnen waarmee thermische stress tegengegaan wordt (zie chaperonne-eiwitten). De grootte van de spiercellen is toegenomen. Veel van deze veranderingen en mutaties zijn het gevolg van het zich verplaatsen van transposons die zich in genen invoegen, de code onderbreken en deze daarmee inactief maakt. Een kenmerk van de vissen (Teleostei) in vergelijking met zoogdieren of vogels is dat ze transposons bezitten die veel variabeler zijn. De ijsvissen in het bijzonder hebben een groot genoom dat waarschijnlijk bestaat uit veel repetitieve sequenties die waarschijnlijk door vermenigvuldiging van transposons veroorzaakt zijn. Het is waarschijnlijk dat de adaptieve respons van de ijsvissen te danken is aan de variatie die deze springende genen veroorzaken.
Alle 130 - 140 soorten Antarctische vissen hebben genen voor antivries-eiwitten. Dat moet dus een vroege uitvinding geweest zijn. Hetzelfde geldt voor de genen voor microtubuli. De kleinere groep van 33 soorten ijsvissen hebben gemuteerde hemoglobine genen, een mutatie die zich dus iets later heeft voorgedaan. Niet alle soorten ijsvissen hebben geen mioglobine wat betekent dat dit kenmerk zich later gemanifesteerd heeft en wellicht nog steeds aan het evolueren is. Dit geeft aan dat de aanpassingen aan de veranderde leefomstandigheden niet in een grote stap gegaan zijn, maar met kleine passen.
Ook de genen die het circadiaan ritme regelen zijn in de ijsvissen gemuteerd. Waarschijnlijk door het leven in de extreem donkere winters en korte zomers en door het leven onder het ijs, is het nut van druk op de conservering van de sequenties van de genen verminderd.

## Visserij
Met de vermindering en vervolgens het verbod in 1979 op de walvisjacht, ging men op de Antarctische vissen jagen, en wel in het bijzonder op de "makreelijsvis" ofwel Champsocephalus gunnari. Daarmee werd in 1971 begonnen. Tegen 1978 piekte de vangst naar 235.000 ton, waarna de visserij instortte tot 13.000 in 1991 en 66 ton in 1992. Deze wijze van vissen wordt gedaan met bodemvisserij.

## Voortplanting
Van de ijsvis Neopagetopsis ionah zijn in februari 2021 in uitgebreide gebieden op de bodem van de Weddellzee, tegen de kust van Antarctica, tienduizenden nesten gevonden, verspreid over 240 km2. Er wordt geschat dat de hele kolonie wel 60 miljoen nesten bevat. De meeste nesten bevatten ongeveer 1500 eitjes. Bij de nesten was het water rond zo’n 2°C warmer dan het daaromheen liggende water. Dit water bevat dan ook minder zuurstof vergeleken met het koudere water eromheen. Deze zones worden ook bezocht door de Weddellzeehond die zich mogelijk voedt met deze vissen.